# B'z
B'z(일본어: ビーズ)는 마츠모토 타카히로와 이나바 코시 두 사람이 결성한 록 밴드로, Being의 레코드 레이블인 VERMILLION RECORDS에 소속하고 있다.

## 멤버
주 멤버
- 마츠모토 타카히로 : 기타, 작곡, 편곡 - 리더로서 음악 프로듀서도 겸한다
- 이나바 코시 : 가수, 작사, 편집

레코딩을 도와주는 멤버
- 셰인 갈라스 : 드럼, 타악기
- 베리 스팍스 : 베이스

라이브를 도와주는 멤버
- 마스다 다카노부 : 전자 키보드
- 베리 스팍스 : 베이스
- 셰인 갈라스 : 드럼
- 오가 요시노부 : 기타

옛 서포트 멤버
- 오타 신이치로 : 기타, 코러스 (Doa의 멤버)
- 도쿠나가 아키히토 : 베이스 (Doa의 멤버)
- 아카시 마사오 : 베이스, 머니퓰레이터
- 빌리 시언 : 베이스 (옛 Mr. Big의 멤버)
- 미쓰조노 쇼타로 : 베이스 (옛 VOW WOW의 멤버)
- 아베 카오루 : 드럼
- 구로세 가이치 : 드럼
- 다나카 잇코 : 드럼
- 데니 폰 하이더 : 드럼
- 오시마 코스케 : 키보드 (옛 WANDS의 멤버)
- 히로모토 요코 : 키보드

## 개요

### 결성전
1987년, 음악제작회사 Being에 소속하여, 하마다 마리나 TM Network 등의 백밴드나 세션 뮤지션으로서 활동하고 있는 기타리스트인 마츠모토 타카히로가 자신의 밴드 데뷔를 목표로 하여, 어느 보컬리스트와 밴드를 결성하는 것을 음악 잡지에 공표하였다. 그러나, 그 보컬리스트와는 데뷔하지 않았다.
1988년, Being의 사장이자 음악 프로듀서인 나가토 다이코로부터 1개의 데모 테입을 받았다. 그 데모 테입에는 학생시절 당시의 이나바가 T-Born work의 〈T-Born shuffle〉, 레드 제플린의 〈You shock me〉, 빌리 죠엘의 〈Honesty〉를 노래한 것이 녹음되어 있었다.
같은 해 5월에 “SOUND JOKER”라는 이름의 소규모 스튜디오에서 첫 대면을 한 두 사람은 비틀즈의 〈Let it be〉, 〈Oh! Darling〉 두 곡을 세션하였다. 그 후, 밴드를 B'z로서 데뷔하게 되었다.
두 사람이 첫 세션을 했을 때, (비틀즈의 오 달링)을 함께 맞추어 보던중 엠프가 터져버려 달랑 2곡만 세션을 하고 결성하였다. 당시 이나바는 "엠프가 고장나 버리다니. 내가 같이 밴드해도 좋은것일까? 불길한데"라고 말하였고 마쯔모토는 쿨하게 "내일부터 사무실로 출근해라"라고 말했다고 한다. 두 사람은 데뷔한 지 29년이 지난 지금도 “함께 밴드 하자!”라고 서로 말하지는 않았다고 웃으며 뮤직스테이션에 출연하여 얘기하였지만, 1993년 《LIVE-GYM '93 "RUN"》 중간에, 그렇다면 말하지 않은 것으로 하고 이나바가 "함께 하자!"라고 말하였다. 한편 나가토는 B'z가 결성되기 2~3년 전부터 이나바를 어떻게든 얼른 데뷔시키고 싶다는 말을 계속하였다. (B'z 초기 FC스테프의 기사로부터)
덧붙여, 마츠모토는 처음에는 4~5명 밴드를 결성하려 했으나 좀처럼 인재를 발견하지 못해 이나바의 "둘이서도 괜찮지 않을까? 나머지 포지션은 그때그때 음악에 맞게 세션을 고용한다!"라는 한마디로 2명이 결성되었다고 한다. 초기부터 B'z는 마쯔모토 타카히로가 셀프 프로듀싱, 현재까지도 그 체제를 유지하고 있다.

### 결성후
지금은 국민적인 밴드가 된 B'z지만, 초기 작품은 당시 인기절정이었던 TM Network의 Being판이란 컨셉으로, 기타와 인간의 목소리는 컴퓨터로 찍어낼수 없다라는 스피릿으로 기타와 보컬외 거의 대부분 컴퓨터 사운드로 음악을 표현했다. 당시, 본인들은 "디지털은유행적으로도 TM Network의 스타일을 의식하여, TM Network을 높이 평가하고 있던 잡지를 중심으로 프로모션이 이루어져, 마츠모토는 라이브나 레코딩에 TM Network의 서포트 멤버 시절의 동료인 ‘구보타 고지’를 초청하기도 할 정도였다.
그러나 데뷔작은 차트 100위 안에는 들지 못하고 거의 팔리지 못했다. 더불어 당시에는 밴드붐이 불고 있던 탓에 〈2인조〉란 이유만으로 음악방송에도 나가지 못하는 등의 고전을 치루였다. 브레이크의 계기는 1989년에 출시된 《BAD COMMUNICATION》으로, 유선등에서 주목받음을 시작하여, 이듬해 1990년에 출시된 싱글 《BE THERE》로 첫 톱10에, 그리고 같은 해에 출시된 싱글 《太陽の Komachi Angel(태양의 Komachi Angel)》이 처음으로 1위를 기록하여 브레이크를 마쳤다.
브레이크 이후, 점차 록의 색채가 짙어져 가게 된다. 디지털 비트에서 댄스, 생 관악기나 현악기를 도입한 편곡이나, 4피스 밴드 록이란 시대자체에 특징이 있다. 근년은 4~5피스의 록 밴드 사운드로, 음향이나 악곡 전개, 구조에 있어서 간략화되어, 관악기나 댄스 비트 등, 보컬, 기타, 베이스, 드럼 이외의 장식적인 음은 그다지 쓰지 않는 경향이었다. 그러나, 42번째싱 글 《SPLASH!》, 15번째 앨범《MONSTER》에서는 4피스 밴드 형태의 곡만이 아닌, 옛날처럼 컴퓨터 디지털 사운드나 관악기 등을 쓴 음향도 쓰였다.

### 이름의 유래
B'z라는 밴드 이름에 특별히 의미는 없다고 본인들이 대답했듯이, 그다지 강한 의미는 가지지 않은 것으로 보인다. 또한, 라디오에서는 “우리들은 상태가 매우 좋다.”라는 식의 가벼운 이야기를 하거나 이름의 유래에 대해서는 약간의 부록성으로 음악 잡지의 인터뷰에서 대답하였는데, 그 유래를 물었을 때의 답은 농담 따먹기나, 일괄성 없는 것이 많다.
아래는 두사람에게 잡지 등에서 이름의 유래를 물었을 때에 대한 대답이다.
- 〈알파벳의 A부터 Z 모두를 포괄한다〉, 〈에스가 두 사람〉 등의 의미를 담아 〈A'z〉(에이즈)로 하려했으나, 잘 읽히지 않고, 당시 사회 문제였던 에이즈와 발음이 닮았다는 등의 유래에 의해, A의 다음 영어문자인 B로 바꾸어 “B'z”로 하였다.
- 2005년 3월 26일 방송된 《우리들의 음악 -OUR MUSIC-》에 출현했을 때, 도리고에 슌타로에게서 이름의 유래를 질문받아, 그 이야기의 과도로, A'z로 하지 않은 이유에 대해서는 이나바는 “위험한 발음이다.”라고 말하였다.
- 3번째 앨범 《BREAK THROUGH》의 악보에는 본인들의 코멘트로서 “무언가 기호적, 멋진 걸로 하고 싶었다.”라고 되어있어, 기업 로고처럼 디자인화 하기 쉬운 이미지로 이름을 지었다.[2].
- 마츠모토가 퍼스널리티를 맡는 도쿄 FM의 《BEAT ZONE》에서는 “벌 떼(Bee의 복수형)”로 “B'z”라고 말하였다. 16번째 싱글 바람, 17번째 싱글 love me, I love you 에 붙은 B'z의 로고 디자인은, 이 유래를 의식한 것으로 되어 있다.
- 비틀즈의 단축형.
- 비틀즈의 B와 레드 제플린의 Z.

## 음악 활동
- 거의 1년에 앨범 한장을 출시하고, 그리고 그것을 테마로서 한 라이브 콘서트 투어를 같은 해 한번을 기본으로 활동한다. 싱글 출시는 해마다 있다.

- 라이브 투어 타이틀은 《LIVE-GYM》라고 이름이 붙어 있다. 그들의 라이브투어에는 앨범 투어와“Pleasure 투어”의 두 종류가 있다.
  - 앨범타이틀 투어에는 그 투어 즈음에 발표한 앨범의 곡이 중심이 된다.
  - Pleasure라는 타이틀이 붙은 투어에는 과거의 히트친 곡을 중심으로 연주하고 거기에 발표하지 않은 새로운 노래를 소개하기도 한다.
  - Pleasure 투어는 2003년의 《B'z LIVE-GYM The Final Pleasure "IT'S SHOWTIME!!" in 渚園(나기사엔)》의 시즈오카현 하마마쓰시의 벤텐지마 나기사엔 1박 2일이후 봉인되었다. 그 이유로서, “앨범 투어로도 히트 곡을 연주할 수 있게 되었으니까.”라고 말하였다. (《B'z LIVE-GYM Pleasure 2008 -GLORY DAYS-》에서 다시 부활) 가장 최근의 Pleasure 투어는 결성 25주년 기념 ((2013 Endless Summer))였다. 2017~2018 새 앨범 제목과 같은 B'z Live-Gym 2017~2018 Dinosour Live 개최를 결정하였다. 또한 2018년은 B'z 데뷔 30주년의 해로 Pleasure 투어를 계획중에 있으며 팬클럽 인원 대상으로 '라이브에서 듣고 싶은 B'z의 3곡'을 앙케이트 중에 있다.
- 라이브에서는 회장의 규모에 상관없이 마츠모토와 이나바 두 사람이 함께 돌아다니며 활기 넘치게 펼치는 공연이 높은 평가를 얻고 있다.

- 마츠모토와 이나바가 각자가 거의 대부분의 악곡의 작사작곡을 맡는다. 하지만 첫 번째 《B'z》의 《Nothing to Change》만은 아란 모토코가 작사하였다. 같은 앨범 《孤独にDance in vain》만은 오쓰키 히로유키가 작곡하였다. 마츠모토 왈 “당시에는 그게 한계였다.”라고 말하였다.
- 1990년부터 1994년까지 기타와 보컬으로 편성된 B'z만으로는 표현할 수 없는 음악을 표현하기 위한 목적으로 B+U+M(B'z UNREAL MUSIC)를 결성하였다.

- 음악적 방향성은 앨범이나 시기에 따라 변화하고 있어, 초기 무렵은 디지털로 짜넣은 음과 기타에 의한 작곡을 하고 있었지만. 점차 록의 색체가 강해져 가, 싱글 《ZERO》나 《Don't Leave Me》 무렵부터 이것은 현저해져 갔다. 그 때문에 짜넣은 음을 쓰는 경우가 점차 줄어들어가, 근년의 악곡은 라이브감 중시형이 되었다.10번째 정규 앨범 ((Brotherhood))에서는 완연한 하드록을 11번째 정규앨범 ((Eleven))에서는 하드록과 하드코어 핌프록 색채의 음원을 선보였다.

- 브레이크한 아티스트는 매상이 떨어지거나 팬이 잃는다는 우려로 좀처럼 새로운 방향성의 음악이나 실험적인 악곡을 만들지 않고, 매너리즘에 빠지는 일이 많아(그것이 퀄리티가 된 적도 있으나) 전통음악계에 있어서, B'z는 앨범자체에 새로운 방향성을 모색하는 한편, 매 앨범이 높은 완성도로 팔리고 있다. 여러 가지 장르에 도전하여, 게다가 질 높은 악곡을 제작하여 청취자를 불리지 않고 일정한 매상을 확립하는 것으로 성공하고 있다. 이것은 마츠모토와 아카시 마사오나 도쿠나가 아키히토, 이케다 다이스케 등의 역대편곡자의 음악적인 폭넓음, 그리고 B'z가 두사람이라는 유연성을 가리키고 있다. 그 한편으로, B'z의 곡은 뭐라도 똑같이 들린다라고 하는 비평도 많다.

- 레코드의 B면(CD의 커플링)곡은 단순히 추가되는 것이라 생각되지 않고, 2nd beat(1번째 곡은 1st beat, 3번째 곡은 3rd beat)라 불리고 있다. 2nd beat에 앨범 미수룩 됐음에도 인기곡이 되거나, Tie up이 붙은 것도 있다. 2000년 2월에 발매된 옛 녹음 신 녹음된 신곡을 포함한 스페셜 앨범 《B'z The "Mixture"》는 “마스터 앨범”이란 명목이 걸려, 2nd beat 중심의 선곡되어 있다.

## 대표적인 곡
싱글곡으로는 《ALONE》, 《BLOWIN'》, 《愛のままにわがままに 僕は君だけを傷つけない》, 《LOVE PHANTOM》, 《今夜月の見える丘に》, 《ultra soul》, 《OCEAN》,((일부와 전부)) 등 수십곡, 싱글 이외에도 앨범 수록곡으로는 《BAD COMMUNICATION》, 《もう一度キスしたかった》, 《いつかのメリークリスマス》, 《RUN》 등 수많은 곡이 있다.

## 미디어에의 노출
해마다 라이브 투어를 주체로 한 활동을 하고 있어, 텔레비전 노출은 드물며 간혹 《MUSIC STATION》, 《COUNT DOWN TV》 등에 출연하는 정도이다. 다만, 솔로 활동을 할 때나 다시 복귀할 때인 싱글 《FIREBALL》, 《사랑의 폭탄》 발매할 때 등은 《HEY!HEY!HEY!MUSIC CHAMP》, 《우타방》, 《우리들의 음악》 등의 방송에 나온 적도 있다. 연말연시는 두 사람의 의향에 의해 휴식을 취하기 위해 《NHK 홍백가합전》에는 일절 출장하지는 않는다. 그 탓에 연말 마지막 출연은 《MUSIC STATION SUPER LIVE]]》이 되는 경우가 많다.
두 사람 다 텔레비전에서의 토크는 서투르나, 도카이 라디오 방송 《Come on JTB B'z WAVE-GYM》(양쪽), 《WAVE-GYM Vol.0》(이나바), FM도쿄 《BEAT ZONE》(마쓰모토)에서는 레귤러를 맡아, 짧은 기간 동안은 닛폰 방송 《All night nippon》(1992년, 1995년, 2000년, 2001년, 2003년, 2005년)와 다수의 라디오 방송의 라디오 퍼스널리티를 맡고 있다.

## 팬
팬클럽 “B'z Party”의 가입자는 총 숫자는 53만 명을 넘는다.(활동하지 않는 회원 포함) 50쪽을 넘을 정도의 회보가 해마다 4번 정도 발행되고 있다. 이 회보에서는 두 사람의 인터뷰가 내용의 총 3할을 자치하고 있다.

## 권리 문제
1997년 4월 26일에 BMG JAPAN에서 《Flash Back -B'z Early Special Titles-》이 발매되었다. 내용은 1번째 앨범 《B'z》, 2번째 앨범 《OFF THE LOCK》, 3번째 앨범 《BREAK THROUGH》, 1번째 미니 앨범 《BAD COMMUNICATION》(이하, “초기 앨범”) 중에서 선곡하고 정리하여 2장의 베스트 앨범으로 편성하고 있다.
옛 BMG 빅터에서 이전후의 B'z의 CD등의 음반권은 VERMILLION RECORDS의 친 회사인 Being이 보유하고 있으나, 초기 앨범 4장과1번째 싱글부터 3번째 싱글까지의 3장은 BMG과 Being이 음반권을 보유하고 있음에도 대표 음반권이 BMG에 있기에, 발매자체는 위법이 아니다. 그러나 마츠모토, 이나바 양쪽과 사무소의 허가없이 제작하고 판매한 것이기에, 쟈켓이나 가사 카드에 사진은 한장도 쓰이지 않고 팬으로부터 찬반양론이 이는등 문제가 있었다(지금도, 이 작품은 공식사이트에 Discography에 게재되어 있지 않다).
거기서 관계화해를 위해, 2000년 2월 23일에 당시의 BMG팬하우스의 BERG 레이블에서 마스터 앨범이란 형식으로 《B'z The "Mixture"》가 발매되었다. 이 앨범의 음반권은 Being에 있어 발매원이 BMG인것은 이러한 사정 때문이다.

## 주요 기록

### 오리콘
아래의 목록은 2009년 1월 기준이다.
- 아티스트 총 판매(CD 총 매상): 약 8,300만 (역대 1위)[3]
- 싱글 총 판매량: 약 3,501만(앨범 총 판매량: 약 4,401만 (역대 1위))
- 역대 싱글 1위 획득수·연속 1위 획득 수·연속 첫 등장수위 획득 수: 41작 (역대 1위)[3]
- 역대 앨범 1위 획득수: 23작 (역대1위)
- 역대 밀리언 셀러 획득수: 싱글 15작·앨범 19작 (양쪽 역대 1위)[3]
- 역대 싱글CD 연속 밀리언 셀러 기록: 13작 (역대 1위)
- 역대 앨범CD 연속 밀리언 셀러 기록: 8작 (역대 2위 역대 1위는 ZARD의 9작)
- 역대 싱글 수위 연속 획득 년수·TOP 10 연속 등장년수: 18년 (역대 1위)
- 역대 앨범 수위 연속 획득 년수: 8년 (1996년~2003년까지.역대 2위 타이)
- 아티스트에 의한 역대 싱글 TOP 10내 동시 랭킹 수: 9수 (역대 1위)
- 역대 앨범 초동 밀리언 실러 획득수: 10작 (역대 1위)
- 역대 음악 DVD 초동장수 기록: 18만장 (역대 3위, 역대 1위는 ARASHI의 《5×10 All the Best! Clips 1999-2009》42.8만매)
- 싱글 연속 TOP10 획득수기록：41작(역대 1위)
- 오리콘 주요 기록 단독 6관[3]

### 일본 레코드 협회
아래의 목록은 2009년 1월 기준이다.
- CD총출하 매수：약 9,800만매(역대 1위)
- 인정 밀리언 셀러수(출하 매수)：싱글 20작·앨범 21작(함께 역대 1위)
- 인정 싱글 CD연속 밀리언 셀러 기록(출하 매수)：17작(역대 1위)
- 인정 앨범 CD연속 밀리언 셀러 기록(출하 매수)：10작(역대 1위)

### 그 외
아래의 목록은 2007년 1월 기준이다.
- LIVE 관람 총동원 수 숫자 약 750만 명 (역대 2위. 1위는 SMAP으로 약 820만 명)
- 2000년 2월 22일에 닛폰 방송의 라디오 방송 《B'zの@llnightnippon.com》의 인터넷 라이브로, 동시 접속수가 14,600스트림을 기록하여, 당시의 일본 기록이 되었다. 그때까지 1999년 8월 11일에 행해진 일식 중계 《LIVE! ECLIPSE 99》의 5,648스트림이 일본 기록으로, 기록을 한번에 약 2.5배로 눌렀다.
- FM802의 라디오 방송 《OSAKAN HOT 100》의 차트에 랭킹된 악곡이 53곡, HOTTEST ENTRY를 기록한 악곡이 23곡으로 지금도 톱이다.

## 수상력
- 1991년~1993년 1995년 1996년, 일본 골든 디스크 대상: 베스트 5아티스트상
- 1992년~1996년, 일본 골든 디스크 대상: 베스트 5싱글상
- 1994년, 1996년, 일본 골든 디스크 대상: 뮤직 비디오상
- 1995년, 일본 골든 디스크 대상: 올해의 록 앨범
- 1996년, 제10회 일본 골든 디스크 대상: 그랑프리·앨범상 - 《LOOSE》
- 1998년, 제12회 일본 골든 디스크 대상: 올해의 베스트 록 앨범 - 《SURVIVE》
- 1999년, 제13회 일본 골든 디스크 대상: 올해의 록 앨범상 - 《B'z The Best "Pleasure"》, 《B'z The Best "Treasure"》
- 1999년, 월드 뮤직 アウォード99: 아시아 최우수 아티스트상
- 2001년, 제15회 골드 디스크 대상: 올해의 록 앨범상 - 《ELEVEN》, 《B'z The "Mixture"》
- 2003년, 제17회 골드 디스크 대상: 록＆팝 올해의 앨범 - 《GREEN》
- 2004년, 제18회 골드 디스크 대상: 록＆팝·올해의 앨범 - 《BIG MACHINE》
- 2006년, 제20회 골드 디스크 대상: 록＆팝·올해의 앨범 - 《THE CIRCLE》, 《B'z The Best "Pleasure II"》
- 2007년 아시아 뮤지션 최초로 헐리우드 록의 전당 헌액
- 마쯔모토 타카히로 2010제53회 미국 그래미 어워드 최우수 팝 연주앨범 수상

## 음반 목록

### CD싱글
|      | 발매일           | 타이틀                                      | 레코드 NO. |
| ---- | ---------------- | ------------------------------------------- | --- |
| 1st  | 1988년 9월 21일  | だからその手を離して                        | R10A-103 |
| 2nd  | 1989년 5월 21일  | 君の中で踊りたい                            | R10A-114 |
| 3rd  | 1990년 2월 21일  | LADY-GO-ROUND                               | R10A-123 |
| 4th  | 1990년 5월 25일  | BE THERE                                    | 오리지널반 BVCR-11 BMDR-11 재발반 BMCV-11                                                                       |
| 5th  | 1990년 6월 13일  | 太陽のKomachi Angel                         | 오리지널반 BVCR-12 BMDR-12 재발반 BMCV-12                                                                       |
| 6th  | 1990년 10월 3일  | Easy Come, Easy Go!                         | 오리지널반 BVCR-12 BMDR-18 재발반 BMCV-18                                                                       |
| 7th  | 1990년 10월 24일 | 愛しい人よGood Night...                     | 오리지널반 BVCR-20 BMDR-20 재발반 BMCV-20                                                                       |
| 8th  | 1991년 3월 27일  | LADY NAVIGATION                             | 오리지널반 BVCR-38 BMDR-38 재발반 BMCV-38                                                                       |
| 9th  | 1991년 10월 30일 | ALONE                                       | 오리지널반 BVCR-70 BMDR-70 재발반 BMCV-70                                                                       |
| 10th | 1992년 5월 27일  | BLOWIN'                                     | 오리지널반 BMDR-100 재발반 BMCV-100                                                                             |
| 11th | 1992년 10월 7일  | ZERO                                        | 오리지널반 BMDR-129 재발반 BMCV-129                                                                             |
| 12th | 1993년 3월 17일  | 愛のままにわがままに 僕は君だけを傷つけない | 오리지널반 BMDR-1002 재발반 BMCV-1002                                                                           |
| 13th | 1993년 6월 2일   | 裸足の女神                                  | 오리지널반 BMDR-1004 재발반 BMCV-1004                                                                           |
| 14th | 1994년 2월 9일   | Don't Leave Me                              | BMDR-1013 |
| 15th | 1994년 11월 21일 | MOTEL                                       | BMDR-1018 |
| 16th | 1995년 5월 31일  | ねがい                                      | BMDR-1019 |
| 17th | 1995년 7월 7일   | love me, I love you                         | BMDR-1020 |
| 18th | 1995년 10월 11일 | LOVE PHANTOM                                | BMDR-2001 |
| 19th | 1996년 3월 6일   | ミエナイチカラ 〜INVISIBLE ONE〜/MOVE       | BMDR-2002 |
| 20th | 1996년 5월 15일  | Real Thing Shakes                           | BMDR-2003 |
| 21st | 1997년 3월 5일   | FIREBALL                                    | BMDR-2008 |
| 22nd | 1997년 7월 9일   | Calling                                     | BMDR-2011 |
| 23rd | 1997년 10월 8일  | Liar! Liar!                                 | BMDR-2013 |
| 24th | 1998년 4월 8일   | さまよえる蒼い弾丸                          | BMDR-2015 |
| 25th | 1998년 7월 8일   | HOME                                        | BMDR-2017 |
| 26th | 1999년 6월 9일   | ギリギリchop                                | BMDR-2018 |
| 27th | 2000년 2월 9일   | 今夜月の見える丘に                          | BMDR-7038 |
| 28th | 2000년 5월 24일  | May                                         | BMDR-7042 |
| 29th | 2000년 7월 12일  | juice                                       | BMDR-7043 |
| 30th | 2000년 10월 4일  | RING                                        | BMDR-7044 |
| 31st | 2001년 3월 14일  | ultra soul                                  | BMDR-7048 |
| 32nd | 2001년 8월 8일   | GOLD                                        | BMDR-3001 |
| 33rd | 2002년 6월 5일   | 熱き鼓動の果て                              | BMCV-3002 |
| 34th | 2003년 3월 26일  | IT'S SHOWTIME!!                             | BMCV-5001 |
| 35th | 2003년 7월 16일  | 野性のENERGY                                | BMCV-5003 |
| 36th | 2004년 5월 5일   | BANZAI                                      | BMCV-5007 |
| 37th | 2004년 9월 1일   | ARIGATO                                     | BMCV-4002 |
| 38th | 2005년 3월 9일   | 愛のバクダン                                | 초회한정반 BMCV-4003 통상반 BMCV-4004                                                                           |
| 39th | 2005년 8월 10일  | OCEAN                                       | BMCV-4005 |
| 40th | 2006년 1월 25일  | 衝動                                        | BMCV-5009 |
| 41st | 2006년4월12일    | ゆるぎないものひとつ                        | BMCV-5010 |
| 42nd | 2006년6월7일     | SPLASH!                                     | 초회한정반『그린』 BMCV-5011 초회한정반『블루』 BMCV-5012 초회한정반『옐로』 BMCV-5013 통상반『레드』 BMCV-5014 |
| 43rd | 2007년5월9일     | 永遠の翼                                    | BMCV-5010 |
| 44th | 2007년10월3일    | SUPER LOVE SONG                             | 초회한정반［CD+DVD］BMCV-4006 통상반［CD］BMCV-4007                                                             |
| 45th | 2008년4월16일    | BURN -フメツノフェイス-                     | BMCV-4008 |
| 46th | 2009년 8월 5일   | 일부와 전부 / DIVE                          | BMCV-4009 |
| 47th | 2009년 10월 14일 | MY LONELY TOWN                              | 초회한정반［CD+DVD］BMCV-4010 통상반［CD］BMCV-4011                                                             |
| 48th | 2011년4월13일    | さよなら傷だらけの日々よ                    | 초회한정반［CD+DVD］BMCV-5016 통상반［CD］BMCV-5017                                                             |
| 49th | 2011년6월 1일    | Don't Wanna Lie                             | 초회한정반［CD+DVD］BMCV-5018 통상반［CD］BMCV-5019                                                             |
| 50th | 2012년4월 4일    | GO FOR IT, BABY -キオクの山脈-              | 초회한정반［CD+DVD］BMCV-4014 통상반［CD］BMCV-4015                                                             |
| 51st | 2015년1월 14일   | 有頂天                                      | 초회한정반［CD+DVD］BMCV-5020 통상반［CD］BMCV-5021                                                             |
| 52nd | 2015년6월 10일   | RED                                         | 초회한정반［CD+DVD］BMCV-5022 통상반［CD］BMCV-5023                                                             |

- 재발반 - 4th ~ 13th싱글까지 리마스터링 12cmCD화 재발 (2003년 3월 26일)

### CD앨범
|      | 발매일         | 타이틀        | 레코드 NO.                                                                           |
| ---- | -------------- | ------------- | ------------------------------------------------------------------------------------ |
| 1st  | 1988년9월21일  | B'z           | R32A-1041                                                                            |
| 2nd  | 1989년5월21일  | OFF THE LOCK  | R32A-1052                                                                            |
| 3rd  | 1990년2월21일  | BREAK THROUGH | R32A-1064                                                                            |
| 4th  | 1990년11월7일  | RISKY         | BVCR-18 BMCR-18                                                                      |
| 5th  | 1991년11월27일 | IN THE LIFE   | BVCR-64 BMCR-64                                                                      |
| 6th  | 1992년10월28일 | RUN           | BMCR-104                                                                             |
| 7th  | 1994년3월2일   | The 7th Blues | 1st Disc BMCR-6601 2nd Disc BMCR-6602                                                |
| 8th  | 1995년11월22일 | LOOSE         | BMCR-7002                                                                            |
| 9th  | 1997년11월19일 | SURVIVE       | BMCR-7022                                                                            |
| 10th | 1999년7월14일  | Brotherhood   | BMCR-7034                                                                            |
| 11th | 2000년12월6일  | ELEVEN        | BMCR-7046                                                                            |
| 12th | 2002년7월3일   | GREEN         | BMCV-8005                                                                            |
| 13th | 2003년9월17일  | BIG MACHINE   | BMCV-8008                                                                            |
| 14th | 2005년4월6일   | THE CIRCLE    | BMCV-8014                                                                            |
| 15th | 2006년6월28일  | MONSTER       | BMCV-8018                                                                            |
| 16th | 2007년12월5일  | ACTION        | BMCV-8019                                                                            |
| 17th | 2009년11월18일 | Magic         | BMCV-8029(한정판) BMCV-8030(통상판)                                                  |
| 18th | 2011년7월27일  | C'mon         | BMCV-8034(한정판) BMCV-8035(통상판)                                                  |
| 19th | 2015년3월04일  | EPIC DAY      | BMJV-8048(아날로그판) BMCV-8047(한정판) BMCV-8048(통상판) BMCV-8046(LIVE-GYM 2015판) |

### CD미니앨범
|     | 발매일         | 타이틀            | 레코드 NO.             | 비고             |
| --- | -------------- | ----------------- | ---------------------- | ---------------- |
| 1st | 1989년10월21일 | BAD COMMUNICATION | B15D-11001             |                  |
| 2nd | 1990년6월21일  | WICKED BEAT       | BVCR-9002 BMCR-9002    |                  |
| 3rd | 1991년5월29일  | MARS              | BVCR-9009 BMCR-9009    |                  |
| 4th | 1992년12월9일  | FRIENDS           | BMCR-9015              |                  |
| 5th | 1996년11월25일 | FRIENDS II        | BMCR-7011              |                  |
| 6th | 2002년4월23일  | DEVIL             | BMCR-0000 (DBKED-0132) | 대한민국한정발매 |

### CD베스트앨범
|                  | 발매일         | 타이틀                        | 레코드 NO.                                    |
| ---------------- | -------------- | ----------------------------- | --------------------------------------------- |
| 베스트앨범       | 1998년5월20일  | B'z The Best "Pleasure"       | BMCR-7024                                     |
| 베스트앨범       | 1998년9월20일  | B'z The Best "Treasure"       | BMCR-7029                                     |
| 머스트앨범       | 2000년2월23일  | B'z The "Mixture"             | BVCR-14002                                    |
| 발라드베스트앨범 | 2002년12월11일 | The Ballads 〜Love & B'z〜    | BMCV-8007                                     |
| 베스트앨범       | 2005년11월30일 | B'z The Best "Pleasure II"    | BMCV-8017                                     |
| 베스트앨범       | 2008년6월18일  | B'z The Best "ULTRA Pleasure" | [2CD+DVD] BMCV-8020~21 [2CD] BMCV-8022~23     |
| 베스트앨범       | 2008년9월17일  | B'z The Best "ULTRA Treasure" | [2CD+DVD] BMCV-8024~25 [3CD] BMCV-8026~28     |
| 싱글베스트앨범   | 2013년6월12일  | B'z The Best XXV 1988-1998    | [2CD+DVD] BMCV-8036~8037 [2CD] BMCV-8038~8039 |
| 싱글베스트앨범   | 2013년6월12일  | B'z The Best XXV 1999-2012    | [2CD+DVD] BMCV-8040~8041 [2CD] BMCV-8042~8043 |

### 가라오케앨범
|     | 발매일         | 타이틀                           | 레코드 NO. |
| --- | -------------- | -------------------------------- | ---------- |
| 1st | 1992년2월19일  | B'z TV Style SONGLESS VERSION    | BMCK-5002  |
| 2nd | 1995년12월20일 | B'z TV STYLE II Songless Version | BMCK-7001  |

### 박스세트
| 발매일       | 타이틀           | 비고             |
| ------------ | ---------------- | ---------------- |
| 2005년8월1일 | The Complete B'z | iTunes Store한정 |

### 비공식베스트앨범
| 발매일        | 타이틀                               | 레코드 NO.                            |
| ------------- | ------------------------------------ | ------------------------------------- |
| 1997년4월26일 | Flash Back-B'z Early Special Titles- | 1st Disc BVCR-9601 2nd Disc BVCR-9602 |

### 영상작품
|      | 발매일                                     | 타이틀                                                                    | NO.                                            |
| ---- | ------------------------------------------ | ------------------------------------------------------------------------- | ---------------------------------------------- |
| 1st  | 1990년12월16일 (VHS/LD)                    | FILM RISKY                                                                | BMVR-7 (VHS) BMLR-7 (LD)                       |
| 2nd  | 1991년12월11일 (VHS/LD)                    | JUST ANOTHER LIFE                                                         | BMVR-24 (VHS) BMLR-24 (LD)                     |
| 3rd  | 1993년12월9일 (VHS/LD) 2001년3월14일 (DVD) | LIVE RIPPER                                                               | BMVR-1003 (VHS) BMLR-1003 (LP) BMBD-1003 (DVD) |
| 4th  | 1996년1월1일 (VHS/LD) 2001년3월14일 (DVD)  | "BUZZ!!" THE MOVIE                                                        | BMVR-5001 (VHS) BMLR-5001 (LD) BMBD-5001 (DVD) |
| 5th  | 1999년12월8일 (VHS) 2001년3월14일 (DVD)    | The true meaning of "Brotherhood"?                                        | BMVR-5002 (VHS) BMBD-5002 (DVD)                |
| 6th  | 2000년8월2일 (VHS) 2001년3월14일 (DVD)     | once upon a time in 横浜 ~B'z LIVE GYM'99 "Brotherhood"~                  | BMVR-5003 (VHS) BMBD-5003 (DVD)                |
| 7th  | 2002년11월27일 (VHS/DVD)                   | a BEAUTIFUL REEL. B'z LIVE-GYM 2002 GREEN ~GO★FIGHT★WIN~                  | ONVX-5014 (VHS) ONBD-5014~5 (DVD)              |
| 8th  | 2004년2월25일 (VHS/DVD)                    | Typhoon No.15 ~B'z LIVE-GYM The Final Pleasure "IT'S SHOWTIME!!" in 渚園~ | ONXV-5016~7 (VHS) ONBD-5016~8 (DVD)            |
| 9th  | 2006년12월20일 (DVD)                       | B'z LIVE-GYM 2006 "MONSTER'S GARAGE"                                      | ONBD-5019~21 (DVD)                             |
| 10th | 2008년2월20일 (DVD)                        | B'z LIVE in なんば                                                        | BMBV-5001 (DVD)                                |
| 11th | 2008년12월10일 (DVD)                       | B'z LIVE-GYM Hidden Pleasure 〜Typhoon No.20〜                            | BMBV-5002~4 (DVD)                              |
| 12th | 2009년2월25일 (DVD)                        | B'z LIVE-GYM Pleasure 2008 -GLORY DAYS-                                   | BMBV-5005~5006 (DVD)                           |
| 13th | 2010년7월28일 (DVD/Blu-ray)                | B'z LIVE-GYM 2010 "Ain't No Magic" at TOKYO DOME                          | BMBV-5007~5008 (DVD) BMXV-5007 (Blu-ray)       |
| 14th | 2010년12월22일 (Blu-ray)                   | B'z LIVE-GYM 2006 "MONSTER'S GARAGE"                                      | BMXV-1001 (Blu-ray)                            |
| 15th | 2010년12월22일 (Blu-ray)                   | B'z LIVE in なんば 2006 ＆ B'z SHOWCASE 2007 -19- at Zepp Tokyo           | BMXV-1002~1003 (Blu-ray)                       |
| 16th | 2010년12월22일 (Blu-ray)                   | B'z LIVE-GYM Pleasure 2008 -GLORY DAYS-                                   | BMXV-5005 (Blu-ray)                            |
| 17th | 2012년5월30일 (DVD/Blu-ray)                | B'z LIVE-GYM 2011 -C'mon-                                                 | BMBV-5013~5014 (DVD) BMXV-5013 (Blu-ray)       |
| 18th | 2013년01월30일 (DVD/Blu-ray)               | B'z LIVE-GYM 2008 -ACTION-                                                | BMBV-5015~5016 (DVD) BMXV-5015 (Blu-ray)       |
| 19th | 2013년02월27일 (DVD)                       | B'z LIVE-GYM 2005 -CIRCLE OF ROCK-                                        | BMBV-5017~5018 (DVD)                           |
| 20th | 2013년03월27일 (DVD)                       | B'z LIVE-GYM 2001 -ELEVEN-                                                | BMBV-5019~5020 (DVD)                           |
| 21st | 2014년01월29일 (DVD/Blu-ray)               | B'z LIVE-GYM Pleasure 2013 ENDLESS SUMMER -XXV BEST- [완전판]             | BMBV-5021~5024 (DVD) 5021~5022 (Blu-ray)       |
| 22nd | 2014년01월29일 (DVD/Blu-ray)               | B'z LIVE-GYM Pleasure 2013 ENDLESS SUMMER -XXV BEST-                      | BMBV-5025~5026 (DVD) BMXV-5025 (Blu-ray)       |
| 23rd | 2016년02월24일 (DVD/Blu-ray)               | B'z LIVE-GYM 2015 -EPIC NIGHT-                                            | BMBV-5029~5030 (DVD) BMXV-5029 (Blu-ray)       |

- 13th부터 DVD와 Blu-ray를 두가지 사양으로 동시발매 (단, 19th~20th는 제외)
- 재발반 - 14th ~ 16th은 Blu-ray화 재발매 (2010년 12월 22일)
- 21st 완전판에는 스타디움 투어 파이널과 홀 투어 최종공연 영상 수록되어 있음
- 22nd 통상판에는 스타디움 투어 파이널 영상만 수록되어 있음

### 해외판매작품
| 발매일        | 타이틀             | 비고 |
| ------------- | ------------------ | --- |
| 2001년        | RISKY〜Brotherhood | 2001년에 대만과 홍콩에서 라이브 한 것을 기념해, Rooms RECORDS와 현지 레코드 회사가 제휴하고, 지금까지 일본에서 발매되고 있던 앨범 7매에, 보너스 트럭 2곡을 덧붙이고 발매를 했다.보너스 트랙의 내용은 라이브 음원이 되고 있다. ELEVEN의 CD는 발매되고 있지만, 보너스 트랙은 들어가 있지 않다. |
| 2002년4월23일 | DEVIL              | Being Music Korea에서 한국 한정으로 발매한 미니 앨범. |
| 2007년4월3일  | B'z                | 2005년 말에 iTunes Store측의 실수로 인한 오발매 후에 정식으로 판매되었다. |
| 2007년4월3일  | FRICTION           | 비디오게임 「번아웃 도미네이터」의 수록곡. 음원은 해외의 iTunes Store로 판매되고 있다. 그 후, 2007년 10월에 릴리스 된 싱글 「SUPER LOVE SONG」에도 수록. |
| 2012년4월4일  | Into Free -Dangan- | 24번째 싱글 「방황하는 푸른 탄환」의 곡을 영어화로 재레코딩하여 전세계 한정으로 발매되었다. |
| 2012년7월25일 | B'z                | 24번째 싱글 「방황하는 푸른 탄환」, 29번째 싱글 「juice」, 31번째 싱글 「ultra soul」, 38번째 싱글 「사랑의 폭탄」, 42번째 싱글 「SPLASH!」의 총5개 곡을 영어화로 재레코딩하여 전세계 한정으로 발매되었다.                                                                                   |

### 커버곡
| 타이틀                    | 비고 |
| ------------------------- | --- |
| This Love (마룬 5의 노래) | 미국의 팝 록 밴드 마룬 5의 곡 커버. 이나바가 번역 가사를 담당했다. 2005년 한정 박스 세트 「The Complete B'z」에 보너스 트랙으로서 수록되었다.                                 |
| FREEWAY JAM               | 영국의 기타리스트, 제프 벡의 커버. CD음원화는 되지 않고, 라이브 비디오 「once upon a time in 横浜 〜B'z LIVE GYM'99 "Brotherhood"〜」에 라이브로 커버한 영상이 수록되고 있다. |

### 미음원화작품
| 타이틀                                   | 비고 |
| ---------------------------------------- | --- |
| Don't ask me baby                        | 「B'z LIVE-GYM Pleasure '95 "BUZZ!!"」에서 연주되었다. 마츠모토 솔로의 「THE CHANGING」의 원곡에 해당되며, 마츠모토가 보컬, 이나바가 코러스를 담당하고 있다. |
| Logic                                    | 전 영어가사, 미디엄템포의 헤비 락 「B'z SHOWCASE 2001 "コブシヲニギレ"」에서 연주된 이후 음원화는 되지 않고 라이브에서도 해외 공연 이외에서는 연주되지 않았지만, 「B'z LIVE-GYM Hidden Pleasure ~Typhoon No.20~」에 수록되어 공식 작품에 첫 수록이 되었다. CD음원화는 되어 있지 않다. |
| いつかのメリークリスマス（unpluged ver.) | 2004년12월4일 BEING GIZA STUDIO내에서 기간 한정으로 벨소리로 판매되었다. |
| ひとりじゃないから -Theme Of LIVE-GYM-   | 2010년 "Ain't No Magic" 투어부터 현재까지 이 곡을 투어 엔딩곡을 사용하고 있으며 음원화는 되지 않고 있다. |
| Brotherhood (English Version)            | 2011년 여름 북미투어에서만 전 영어가사로 연주된 곡으로 음원화는 되지 않고 있다. |

## 관련 서적

### 밴드스코어, 악보
| 발매일         | 타이틀                                                  | 출판사          | 비고                 |
| -------------- | ------------------------------------------------------- | --------------- | -------------------- |
| 1992년5월      | B'z Break through + Bad communication                   | 릿트 뮤직       | ISBN 4-8456-0631-3   |
| 1992년8월      | B'z IN THE LIFE                                         | 릿트 뮤직       | ISBN 4-8456-0160-5   |
| 1998년2월20일  | B'z SURVIVE official band score                         | J-ROCK MAGAZINE | ISBN 4-916019-04-0   |
| 1998년8월1일   | B'z The Best Pleasure                                   | J-ROCK MAGAZINE | ISBN 4-916019-05-9   |
| 1998년9월20일  | B'z The Best Treasure                                   | J-ROCK MAGAZINE | ISBN 4-916019-07-5   |
| 1999년8월10일  | B'z Brotherhood official band score                     | J-ROCK MAGAZINE | ISBN 4-916019-13-X   |
| 2000년2월23일  | B'z The Mixture official band score                     | J-ROCK MAGAZINE | ISBN 4-916019-15-6   |
| 2000년12월6일  | B'z ELEVEN official band score                          | J-ROCK MAGAZINE | ISBN 4-916019-22-9   |
| 2002년7월3일   | B'z GREEN official band score                           | J-ROCK MAGAZINE | ISBN 4-916019-32-6   |
| 2002년12월     | B'z The Ballads 〜Love&B'z〜 official piano&vocal score | J-ROCK MAGAZINE | ISBN 4-916019-34-2   |
| 2003년9월18일  | B'z BIG MACHINE official band score                     | J-ROCK MAGAZINE | ISBN 4-916019-37-7   |
| 2005년5월28일  | B'z THE CIRCLE official band score                      | J-ROCK MAGAZINE | ISBN 4-916019-42-3   |
| 2005년11월30일 | B'z The Best Pleasure II                                | J-ROCK MAGAZINE | ISBN 4-916019-43-1   |
| 2006년6월28일  | B'z MONSTER official band score                         | J-ROCK MAGAZINE | ISBN 4-916019-44-X   |
| 2007년12월12일 | B'z ACTION official band score                          | BGV             | BGV.JP 다운로드 판매 |

### 사진집
| 발매일        | 타이틀              | 출판사           | 비고                         |
| ------------- | ------------------- | ---------------- | ---------------------------- |
| 2003년9월10일 | LIVE-ON- 1988-2003  | J-ROCK MAGAZINE  | ISBN 4-916019-36-9           |
| 비매품        | LIVE-OFF- 1988-2003 |                  | B'z Party 회원한정기념증정품 |
| 2008년9월19일 | B'z8808             | 아사히 신문 출판 | ISBN 9784022586896           |

### 그 외
| 발매일         | 타이틀                                       | 출판사     | 비고                   |
| -------------- | -------------------------------------------- | ---------- | ---------------------- |
| 1992년12월     | TRUCKING STARFISH - B'z 스테이지 이후의 세계 | 팔요사     | ISBN 4-8270-0130-8     |
| 2000년12월22일 | TWELVE                                       | 쇼덴사     | ISBN 4-396-61118-8     |
| 2003년9월1일   | B'z 울트라크로니클                           | 소니매거진 | ISBN 4-7897-2101-9     |
| 2008년8월20일  | B'z 울트라크로니클 1988〜2003                | 소니매거진 | ISBN 978-4-7897-3327-4 |
| 2008년9월10일  | B'z 울트라크로니클                           | 소니매거진 | ISBN 978-4-7897-3328-1 |

## Tie up 목록
| 곡명 (풀이)                                  | 채용사항 |
| -------------------------------------------- | --- |
| 너 안에서 춤추고 싶어                        | TBS 드라마 《큰 실수라 미안하군!》 닫는 곡                                                                               |
| BAD COMMUNICATION                            | 후지쯔 〈FM TOWNS〉 광고 음악                                                                                            |
| LOVE & CHAIN                                 | TV 아사히 《뉴스 스테이션》 스초프 코너의 여는 곡                                                                        |
| BE THERE                                     | TV 아사히 《수요 슈퍼 캐스트》 닫는 곡                                                                                   |
| 태양의 Komachi Angel                         | 미키 《카메리아 다이몬드》 광고 음악                                                                                     |
| Easy Come, Easy Go!                          | 카메리아 다이아몬드 광고 음악                                                                                            |
| 사랑하는 사람이여 Good Night...              | TV 아사히 드라마 《대표 토리시마 야쿠 형사》 닫는 곡                                                                     |
| HOT FASHION -여행과다-                       | 후지 TV 《가미오카 류타로는 속지 않는다》 닫는 곡                                                                        |
| I Wanna Dance -Wicked Beat Style-            | 후지 TV 《가미오카 류타로는 속지 않는다》 닫는 곡                                                                        |
| LADY NAVIGATION                              | 카네보우 화장품 '91 여름의 이미지 송                                                                                     |
| ALONE                                        | 간사이 TV·후지 TV 드라마 《호텔 우먼》 주제가                                                                            |
| BLOWIN'                                      | 칼비 〈포테토 칩스〉 광고 음악                                                                                           |
| TIME                                         | TV 아사히 《스테이션 EYE》 여는 곡                                                                                       |
| 사랑대로 제멋대로 난 너만은 상처 입히지 않아 | 니혼 TV 개국 40년 기념 드라마 《서유기》 주제가                                                                          |
| 맨발의 여신                                  | 도요타 자동차 〈도요타 콜로라도 레빈〉 광고 음악                                                                         |
| Don't Leave Me                               | TV 아사히 드라마 《신쿠켄 이야기》 주제가                                                                                |
| MOTEL                                        | 미키 광고 음악 |
| 바람                                         | 전국 25국 네트 《J-ROCK COUN TDOWN 50》 닫는 곡                                                                          |
| love me, I love you                          | TV 아사히 드라마 《외과의 히이라기 마타사부로》 주제가                                                                   |
| LOVE PHANTOM                                 | TV 아사히 드라마 《X-FILE》 주제가                                                                                       |
| 보이지 않는 힘 ~INVISIBLE ONE~               | TV 아사히 애니메이션 《지오선생 누베》 닫는 곡                                                                           |
| MOVE                                         | 베넷세스 코퍼레이션 〈신겐 제미 중학강좌〉 광고 음악                                                                     |
| Real Thing Shakes                            | 니혼 TV 드라마 《우리들한테 조심해》 주제가                                                                              |
| 상심                                         | TV 아사히 《초차원 타임봄버》 테마 송                                                                                    |
| FIREBALL                                     | 시세이도 〈피에느〉 광고 음악                                                                                            |
| 哀しきdreamer                                | TV 게임 《INDY 500》 이미지 송                                                                                           |
| Calling                                      | TV 아사히 드라마 《유리가면》 주제가                                                                                     |
| 해피니스                                     | TV 아사히 드라마 《유리가면》 삽입곡                                                                                     |
| Liar! Liar!                                  | SKY PerfecTV! 《MUSIC FREAK TV》 광고 음악 / '97 NHL 일본 공식 개막전 공식 테마 송                                       |
| 비리비리                                     | 전국25국 네트 《J-ROCK ARTIST COUNT DOWN 50》 닫는 곡                                                                    |
| 해메이는 푸른 탄환                           | 오쓰카 제약 〈포카리 스웨트〉 광고 음악 / 《J-ROCK ARTIST COUNT DOWN 50》 닫는 곡                                        |
| Hi                                           | 후지 TV 《Fomurla Nippon》 테마 송                                                                                       |
| HOME                                         | 가도카와 쇼텐 광고 음악                                                                                                  |
| The Wild Wind                                | 영화 《불야성》 주제가                                                                                                   |
| RUN -1998 Style-                             | 닛산 〈아베닐〉 광고 음악                                                                                                |
| Pleasure'98 ~인생의 쾌락                     | 〈NHL GAME ONE 98 JAPAN〉 테마 송                                                                                        |
| 아슬아슬 chop                                | 요미우리 TV·니혼 TV 애니메이션 《명탐정 코난》 여는 곡                                                                   |
| ONE                                          | 극장 애니메이션 《명탐정 코난 세기말의 마술사》 주제가                                                                   |
| F·E·A·R                                      | 후지 TV 《F1 그랑프리 1999·2000》 테마 송                                                                                |
| 오늘밤 달이 보이는 언덕에                    | TBS 드라마 《뷰티플 라이프》 주제가                                                                                      |
| You pray,I stay                              | 산토리 〈스퍼 츄하이〉 광고 음악                                                                                         |
| juice                                        | TV 아사히 《오네프!》 닫는 곡                                                                                            |
| RING                                         | 요미우리 TV·니혼 TV 드라마 《내일을 안고서》 주제가                                                                      |
| ultra soul                                   | 〈세계 수영 2001 후쿠오카〉 대회 공식 테마 송                                                                            |
| GOLD                                         | 〈세계 수영 2001 후쿠오카〉 대회 공식 테마 송                                                                            |
| 수영선수여 2001!!                            | 〈세계 수영 2001 후쿠오카〉 대회 공식 테마 송                                                                            |
| ROCK man                                     | 후지 TV 《감동 팩토리·스바루토》 닫는 곡                                                                                 |
| 뜨거운 고동의 끝에                           | TV ASAHI NETWORK SPORTS 2002테마 송 / 〈[[판 퍼시픽 수영선수권 요코하마 2002〉 대회 공식 테마 송                         |
| Everlasting                                  | 극장판 애니메이션 《명탐정 코난: 베이커가의 망령》 주제가                                                                |
| SIGNAL                                       | 플레이스테이션 2 《도키메키 메모리얼 Girl's Side》 여는 곡                                                               |
| 아름다운 세상                                | 플레이스테이션 2 《도키메키 메모리얼 Girl's Side》 닫는 곡                                                               |
| IT'S SHOWTIME!!                              | TV ASAHI NETWORK SPORTS 2003 테마 송                                                                                     |
| 야성의 ENERGY                                | TV ASAHI NETWORK SPORTS 2003 테마 송                                                                                     |
| 아라쿠레                                     | 후지 TV 드라마 《당신의 곁에 누군가가 있다》 주제가                                                                      |
| CHANGE THE FUTURE                            | NHK-BS2 위성 극장 애니메이션 《시공탐험기 젠트릭스》 주제가                                                              |
| 덧없는 다이아몬드                            | NBA JAPAN GAMES 2003 광고 음악                                                                                           |
| Nightbird                                    | 롯데 〈목캔디〉 광고 음악                                                                                                |
| ROOTS                                        | 요미우리 TV·니혼 TV 애니메이션 《블랙 잭 2시간 스페셜 ~목숨을 둘러싼 4가지의 기적~》 주제가                              |
| WAKE UP, RIGHT NOW                           | 아사히 맥주 〈슈퍼 트라이〉 광고 음악                                                                                    |
| BANZAI                                       | 아사히 맥주 〈슈퍼 트라이〉 광고 음악                                                                                    |
| ARIGATO                                      | TV ASAHI NETWORK SPORTS 2004 / TV 아사히 2004년 아테네 올림픽의 테마 곡                                                  |
| 언젠가의 메리크리스마스                      | 영화 《사랑은 춤추며 내려오다.》 삽입곡 / TBS 《사랑하는 하니카미!》 테마 송 / 후지 TV 《감동 팩토리 스보루토!》 여는 곡 |
| 헬스                                         | NHK 드라마 《살아남아》 테마 송                                                                                          |
| 사랑의 폭탄                                  | TV 도쿄 《JAPAN COUNTDOWN》 닫는 곡 / 〈제스프리 골드 키위〉 광고 음악                                                   |
| OCEAN                                        | 후지 TV 드라마 《우미자루 UMIZARU EVOLUTION》 주제가                                                                     |
| 상관말고 안아줘                              | 〈아시히 신문〉 광고 음악                                                                                                |
| RUN                                          | 〈막은 나라 오카야마 국체·[[전국 피해자 스프츠대회: 빛나라 오카야마 대회〉 이미지 송                                     |
| 충동                                         | 요미우리 TV·니혼 TV 애니메이션 《명탐정 코난》 여는 곡                                                                   |
| 결정                                         | 니혼 TV 토요 그랜드극장 《구이탄》 주제가                                                                                |
| 흔들리지 않는 한가지                         | 극장 애니메이션 《명탐정 코난: 탐정들의 진혼가》주제가                                                                   |
| 피에로                                       | 드와곤 〈이로메로 믹스〉 광고 음악                                                                                       |
| SPLASH!                                      | 드와곤 〈이로메로 믹스〉의 광고 음악                                                                                     |
| 영원의 날개                                  | 영화 《난 널 위해서 죽어간다》의 주제가                                                                                  |
| Burn -불멸의 페이스-                         | KOSE 《에스프릭 프레셔스》의 CM 송                                                                                       |
| 언젠가 다시 여기서                           | 아사히 TV 드라마 《소아구명》의 주제가                                                                                   |
| 일부와 전부                                  | 후지 TV 드라마 《버저 비트 - 벼랑 끝의 히어로》 주제가                                                                   |
| FRICTION                                     | 게임 《번아웃 도미네이터》,《번아웃 파라다이스》의 삽입곡                                                                |
| DIVE                                         | TV 《스즈키 스위프트》의 CM송                                                                                            |
| PRAY                                         | 영화 《타조마루》의 주제가                                                                                               |
| C'mon                                        | TV 《PEPSI NEX》의 CM송                                                                                                  |
| 안녕 상처투성인 날들이여                     | TV 《PEPSI NEX》의 CM송                                                                                                  |
| Homebound                                    | TBS계 TV 《NEWS23 크로스》닫는 곡                                                                                        |
| Don't Wanna Lie                              | 극장 애니메이션 《명탐정 코난: 침묵의 15분》주제가 요미우리 TV·니혼 TV 애니메이션 《명탐정 코난》31기 여는 곡            |
| Pilgrim                                      | 요미우리 TV·니혼 TV 애니메이션 《명탐정 코난》39기 닫는 곡                                                               |
| GO FOR IT, BABY -기억의 산맥-                | TV 《PEPSI NEX》의 CM송                                                                                                  |
| 핵심                                         | 일본TV 수요드라마 《구름의 계단》 주제가                                                                                 |
| Q&A                                          | 요미우리 TV·니혼 TV 애니메이션 《명탐정 코난》36기 여는 곡                                                               |
| 유토피아                                     | TV 아사히 수요드라마 《DOCTORS 2 ~최강의 명의~》 주제가                                                                  |
| 유정천                                       | 니혼TV 토요드라마 《학교의 계단》 주제가                                                                                 |
| Las Vegas                                    | Red Bull Air Race Chiba 2015 테마 송                                                                                     |
| Exit To The Sun                              | NHK 토요드라마 《검은 양복》 주제가                                                                                      |
| NO EXCUSE                                    | 스미르노프 아이스 TV CM 송                                                                                               |
| 아마리니모                                   | "HIS" CM 송 |

## 같이 보기
- 가장 많은 음반을 판 음악가 목록